# Stardust
 For alternative betydninger, se Stardust (band).
Stardust er en britisk-amerikansk fantasyfilm fra 2007 instrueret og skrevet af Matthew Vaughn og baseret på romanen af samme navn af Neil Gaiman.
Filmen handler om den unge mand, Tristan, som er forelsket i pigen fra hans landsby, Victoria. Dog er Humphrey også forelsket i den populære Victoria. Han er hurtigere end Tristan og har allerede planlagt at fri til hende i den kommende uge. Tristan får derfor en uge til at hente den faldne stjerne hjem, som de sammen så på himlen en aften, hvor de sad ude i det fri. Victoria lover at gifte sig med Tristan, hvis han bringer stjernen hjem. På daværende tidspunkt ved Tristan ikke, at stjernen er et menneske og han ikke er den eneste, som er interesseret i at få fat i hende...

## Medvirkende
- Charlie Cox - Tristan Thorn
- Claire Danes - Yvaine, den faldne stjerne
- Robert De Niro - kaptajn Shakespeare
- Ricky Gervais - Ferdy
- Sienna Miller - Victoria Forester
- Michelle Pfeiffer - Lamia, en af de tre hekse
- Peter O'Toole - konge af Stormhold
- Rupert Everett - prins Secundus
- Mark Strong - prins Septimus
- Jason Flemyng - prins Primus
- Mark Heap - prins Tertius
- Ian McKellen - Fortæller, stemme